# Ansitz Reinsberg

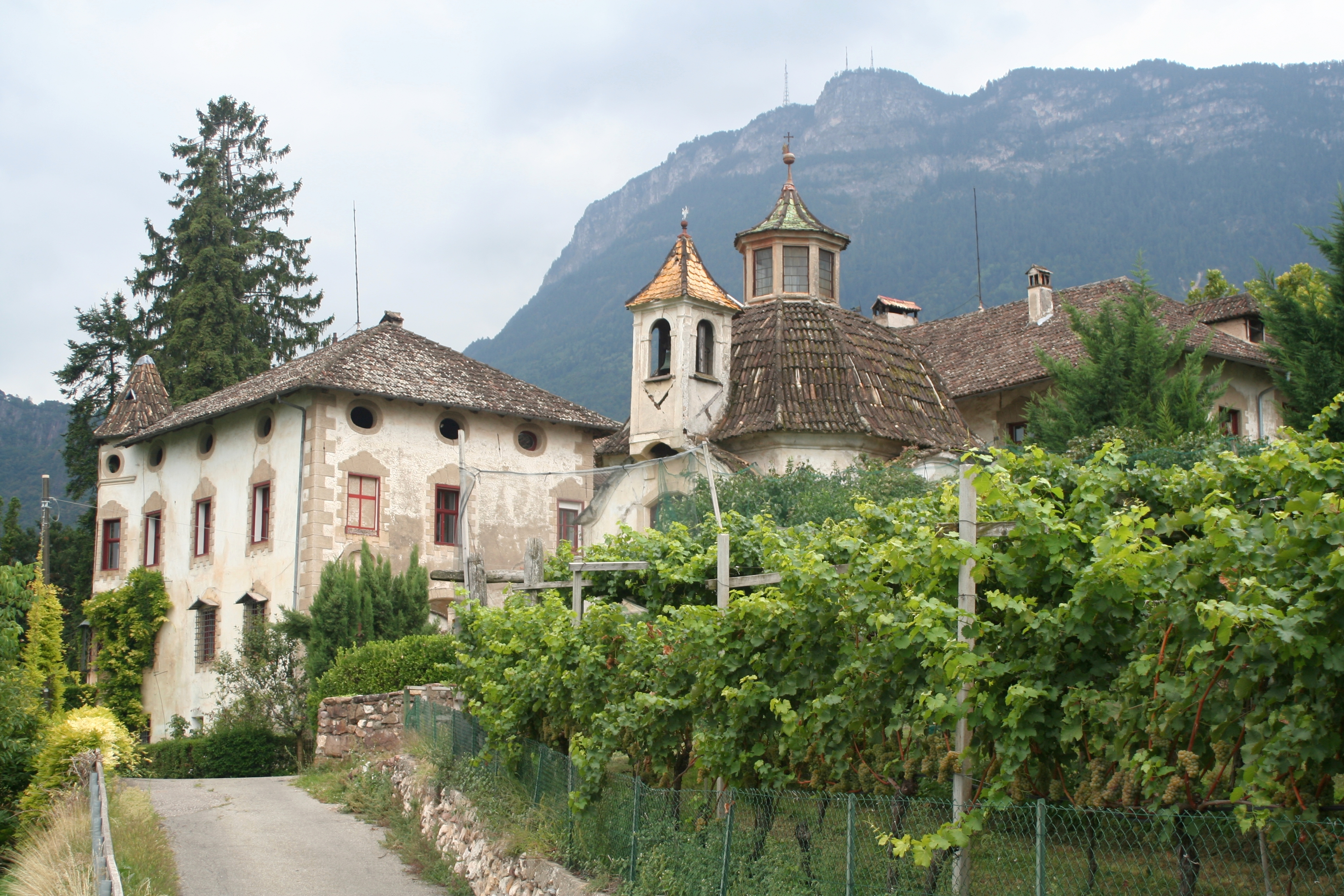
Ansitz Reinsberg

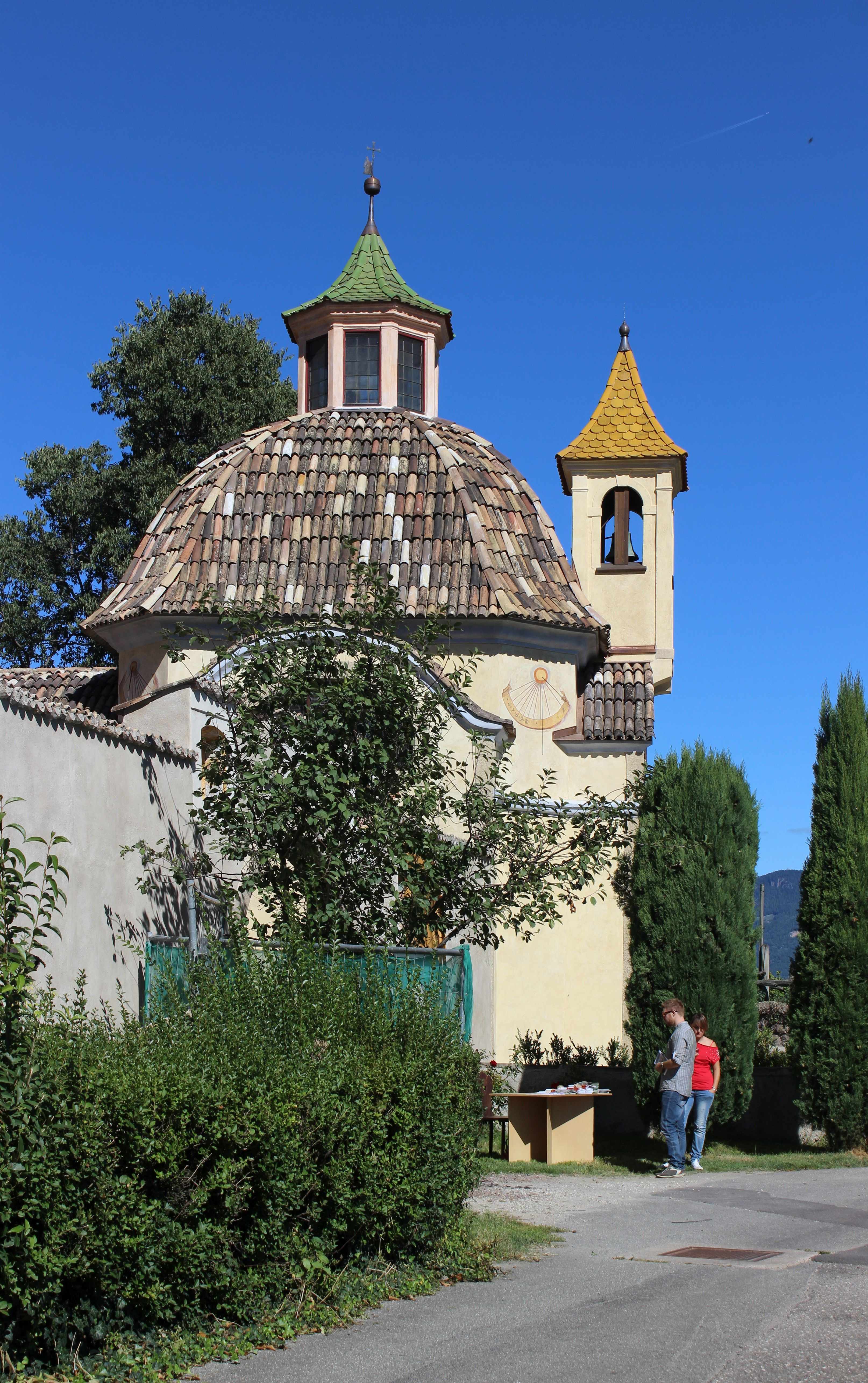
Heilig-Kreuz-Kapelle

Der Ansitz Reinsberg ist mit der Heilig-Kreuz-Kapelle ein geschütztes Baudenkmal der italienischen Gemeinde Eppan an der Weinstraße in Südtirol.

## Geschichte
Der ursprüngliche Hofname lautete Pi(t)zol oder Pozal, nach den ersten Bewohnern, einem Vasallengeschlecht der Grafen von Eppan, das von 1194 bis 1239 beurkundet ist. Der Vorgängerbau war ein mittelalterlicher Turmbau. Die heutige Gestalt erhielt das Anwesen im 17. Jahrhundert von der Familie Grustner. Seit 1559 führten die Grustner ein Wappen. Kaiser Ferdinand II. bestätigte am 16. März 1624 in Wien den Brüdern Ludwig und Christoph von Grustner den Adel und gewährte eine Wappenbesserung. Zugleich erhob er den Wohnsitz Reinsberg in Pizal im Gericht Altenburg zum Freisitz und verlieh ihnen das Adelsprädikat "Grustner von Grustdorf". Wie aus der Jahreszahl am Wappenstein über dem Rundbogentor hervorgeht, wurde das Gebäude 1661 bzw. 1670 erweitert. Die barocke Hauskapelle Heilig-Kreuz entstand von 1676 bis 1677 als Oktogon mit Kuppel und Laterne. Am 27. Februar 1750 wurde das Geschlecht, das sich nach dem Ansitz „Grustner von Grustdorf und Reinsperg“ nannte, in den Freiherrenstand erhoben. Die Familie ist 1834 erloschen, bereits zuvor wechselte das Anwesen den Besitzer. Der Ansitz Reinsberg und Hauskapelle Heilig-Kreuz stehen seit dem  6. Juli 1951 unter Denkmalschutz.

## Beschreibung
Es handelt sich um einen Ansitz mit zwei Gebäudetrakten und einer Kapelle in Form eines Oktogons mit Kuppel und Laterne. Über dem Rundbogentor ist ein Wappenstein mit der Jahreszahl 1661 angebracht.